# Teracotona flavipennis
Teracotona flavipennis är en fjärilsart som beskrevs av Max Bartel 1903. Teracotona flavipennis ingår i släktet Teracotona och familjen björnspinnare. Inga underarter finns listade i Catalogue of Life.